# Жан Старобінскі
Жан Старобі́нскі, Жан Старобінський (фр. Jean Starobinski; 17 листопада 1920, Женева — 4 березня 2019) — швейцарський філолог, історик культури Нового часу, літературний критик, писав французькою мовою. Один з представників «Женевської школи» літературознавчих досліджень (Жорж Пуле, Жан Руссе та ін).

## Біографія
З єврейської родини польського походження — його батько, лікар Арон Старобінський (1893—1965), емігрував до Швейцарії з Варшави, мати Сулка Фрідман — з Любліна 1913.
Вивчав класичну філологію і медицину в Женевському університеті, де потім і викладав. Пізніше працював психіатром. Швейцарське громадянство отримав лише 1948 року. В 1953—1956 працював у США (Балтимор). До кінця 1950-х поєднував дослідження історика літератури та роботу лікаря-психотерапевта.
Помер 4 березня 2019 року.

## Науковий доробок
У центрі уваги Старобинскі є проблема розуміння культури. В її аналізі він використовує досягнення мовознавства, психології та психоаналізу, теорії та історії мистецтва. Медичний досвід дав йому можливість глибоких досліджень меланхолії, в тому числі — в поезії Бодлера. Дослідженню меланхолії присвячена його дисертація «Histoire du traitement de la mélancolie, des origines à 1900» («Історія ставлення (лікування) до меланхолії від початків до 1900 року», 1960), а також праці «Меланхолія в дзеркалі. Три прочитання Бодлера» (1990), «Чорнило меланхолії» (2012).
Старобінскі також досліджував визначні теми образотворчого мистецтва Європи до Французької революції («Винаходження свободи», 1964), а також сам період Французької революції («1789», 1973).
Найбільшу відомість Жанові Старобінскі принесли праці з французької літератури XVI—XVIII століття (Монтень, Руссо, Монтеск'є, Дідро, Расін, Корнель), в яких він поєднав психоаналітичні та феноменологічні методи дослідження, погляд лікаря на багатоплановість людського досвіду та погляд літературознавця на тематичні взаємозв'язки художніх творів.
Старобінскі є автором ґрунтовних статей про поезію, в яких розглядає таких авторів, як Анрі Мішо, Ів Бонфуа, Пауль Целан, Філіп Жакоте та ін.
1964 року він опублікував дослідження Фердінана де Соссюра про анаграми.
Приватний архів Жана Старобінскі та його бібліотека (40 000 томів) зберігаються в Швейцарському літературному архіві Швейцарської національної бібліотеки (Берн).
Твори Жана Старобінскі перекладено на всі основні європейські мови. Українською мовою перекладалися окремі фрагменти творів.

## Визнання
Член багатьох Академій світу, включаючи Академії моральних і політичних наук Інституту Франції, почесний доктор Брюссельського, Чиказького, Колумбійського, Монреальського, Туринського, Урбінського та інших університетів, Цюрихської політехнічної школи, університету Джона Гопкінса, університетів у Осло і Клужі.
Лауреат найстаріших швейцарських премій Шіллера (1961) і Рамбера (1965), Великої премії Королівської академії Бельгії (1972), Європейської премії імені Шарля Вейонна за есеїстику (1982), премії Бальцана (1984), премії Гете (Гамбург, 1994), Премії Грінцане Кавур (1998), премії Ясперса (Гайдельберг, 1999) тощо.

## Твори
- Montesquieu, Paris, Seuil, 1953; reedited, 1994.
- Jean-Jacques Rousseau: la transparence et l'obstacle, Paris, Plon, 1957; Gallimard, 1971.
- Histoire du traitement de la mélancolie, des origines à 1900 Thèse, Bâle, Acta psychosomatica, 1960.
- L’Œil vivant, Paris, Gallimard, 1961.
- L'Invention de la Liberté, Geneva, Skira, 1964.
- Hamlet et Freud in Hamlet et Oedipus, Tel Gallimard, Poche, ISBN 2-07-020651-3
- Portrait de l'artiste en saltimbanque, Geneva, Skira, 1970; Paris, Gallimard, 2004.
- La Relation critique, Paris, Gallimard, 1970; coll. «Tel», 2000.
- Les Mots sous les mots: les anagrammes de Ferdinand de Saussure, Paris, Gallimard, 1971.
- 1789: Les Emblèmes de la Raison, Paris, Flammarion, 1973.
- Trois Fureurs, Paris, Gallimard, 1974.
- «La conscience du corps» in Revue Française de Psychanalyse, 1981, n0 45/2,
- Montaigne en mouvement, Paris, Gallimard, 1982.
- Claude Garache, Paris, Flammarion, 1988.
- Table d'orientation, Lausanne, L’Âge d'homme, 1989.
- Le Remède dans le mal. Critique et légitimation de l'artifice à l’âge des Lumières, Paris, Gallimard, 1989.
- La mélancolie au miroir. Trois lectures de Baudelaire, Paris, Julliard, 1990.
- Diderot dans l'espace des peintres, Paris, Réunion des Musées Nationaux, 1991.
- Largesse, Paris, Réunion des Musées Nationaux, 1994.
- Action et réaction. Vie et aventures d'un couple, Paris, Seuil, 1999.
- La Poésie et la guerre, chroniques 1942—1944, Zoé, Geneva, 1999.
- La Caresse et le fouet, André Chénier, with engravings by Claude Garache, Editart, D. Blanco, Geneva, 1999.
- Le poème d'invitation, La Dogana, Geneva, 2001.
- Les enchanteresses, Seuil, Paris, 2005.
- Largesse, Paris, Gallimard, 2007.
- La parole est moitié à celuy qui parle… : entretiens avec Gérard Macé, Genève, La Dogana, 2009.
- L'Encre de la mélancolie, Paris, Le Seuil, 2012
- Accuser et séduire, Paris, Gallimard, 2012
- Diderot, un diable de ramage, Paris, Gallimard, 2012
- La Beauté du monde — La littérature et les arts, Paris, Gallimard, 2016